# Alphonse Alkan
Alphonse Alkan, también conocido como Alkan «el Viejo» (París, 1809-Neuilly-sur-Seine, 1889), fue un escritor, impresor y bibliógrafo francés.

## Biografía
Nacido en la capital francesa, era hermano de Eugène Alcan, pero se desconoce el motivo por el que sus apellidos se escriben de manera diferente. Comenzó trabajando como impresor, más tarde escribió varias reseñas tipográficas y bibliográficas y finalmente fue designado secretario y revisor de contenido bajo el mando del conde de Clarac, curador del Museo de Antigüedades, que formaba parte del Louvre. Alkan fue un escritor prolífico, autor de muchos libros, panfletos y artículos, la mayor parte de ellos relacionados con el arte y la historia de la impresión y la ilustración, así como con la bibliografía.

## Obras
La Enciclopedia Judía señala como sus libros más importantes los siguientes:
- Les Femmes Compositrices d'Imprimerie sous la Révolution Française de 1794, par un Ancien Typographe, 1862 (anónimo)
- Les Graveurs de Portraits en France, 1879
- Documents pour Servir à l'Histoire de la Librairie Parisienne, 1879
- Les Livres et Leurs Ennemis, 1883
- Les Etiquettes et les Inscriptions des Boîtes-Volumes de Pierre Jannet, Fondateur de la Bibliothèque Elzéverienne, 1883
- Edouard René Lefèbvre de Laboulaye, un Fondeur en Caractères, Membre de l'Institut, 1886
- Berbignier et SonLivre: les Farfadets, 1889
- Les Quatre Doyens de la Typographie Parisienne, 1889